# Bactra anthracosema
Bactra anthracosema es una especie de polilla del género Bactra, categorizada en la tribu Olethreutini, de la subfamilia Olethreutinae.

## Distribución
Se distribuye por Australia.

## Taxonomía
Fue descrita por Turner en 1916 y publicada en (Bactra), Trans. R. Soc. S. Austral. 40: 528.